# Шесто управление
Шесто управление е подразделение на Държавна сигурност на България, включващо основните структури на политическата полиция.

## История
Шесто управление води началото си от отделението за вътрешна сигурност в основаната през 1925 година Държавна сигурност. В първите десетилетия от съществуването си има сравнително ограничена дейност, насочена главно срещу крайната левица, най-вече забранената през по-голямата част от периода Българска комунистическа партия.
Политическата полиция бързо се разраства с установяването на тоталитарния комунистически режим след Деветосептемврийския преврат от 1944 година. Непосредствено след преврата тя изцяло се реорганизира по съветски образец. Първоначално тя е организирана в съществувалото и по-рано Отделение „А“, начело на което застава комунистическия функционер Георги Ганев. С превръщането на Държавна сигурност в самостоятелна дирекция от 19 април 1947 година получава наименованието Първи отдел („за борба с контрареволюцията“), включващ три отделения, две служби и една самостоятелна група:
- Отделение „А“ – седем групи, отговорни за контрола на некомунистическите политически партии (както опозиционните, така и участващите в Отечествения фронт
- Отделение „Б“ – пет групи, отговорни за крайнодесните и крайнолевите групи, бившите военни и полицаи, въоръжената съпротива и етническите малцинства
- Отделение „В“ – осем групи, ориентирани към различни обществени слоеве
- Служба „Производство“ – три групи, отговорни за определени промишлени отрасли
- Служба 6 – отговорна за контрола на милицията и тиловите служби на армията
- Група „Транспорт“ – отговорна за следене на транспорта

През 1948 година Отделение „Б“ е слято с Отделение „А“ (с изключение на групата за етническите малцинства, която е включена в Отделение „В“), Служба „Производство“ става Отделение „Б“, а Група „Транспорт“ – след като за кратко е в Отделение „Б“ – става Отделение „Г“. През 1949 година Отделение „Б“ е обособено в самостоятелен Четвърти отдел на Държавна сигурност. Към 1951 година отделът вече има 24 групи, разпределени в 12 отделения.
В началото на 1949 година началникът на Първи отдел Георги Ганев става заместник-началник на Държавна сигурност, а постът му е поет от Иван Бънзаров, който през август 1950 година е заменен от Богдан Думков. На 19 април 1952 година отделът е преобразуван в Трето управление (секретно-политически, понякога наричано и „управление за борба с контрареволюцията“), като към него са присъединени дотогавашния Тринайсети отдел (отговорен за „вражеския контингент“ в затворите и концлагерите) и част от Дванайсети отдел (за борба с „бандитизма“). На 7 август 1954 година към Трето управление са върнати службите, отговорни за промишлеността и транспорта.
В началото на 1959 година Богдан Думков оглавява Второ управление (контраразузнаването), а мястото му е заето от Георги Кръстев. Поетапно през следващите години повечето функции на Трето управление са прехвърлени към Второ управление и през октомври 1961 година то е преобразувано в самостоятелен Трети отдел с функции в предприятията. Така до 1967 година политическата полиция остава част от Второ управление.
През 1967 г., след подобна реорганизация на съветския КГБ, те са обособени в самостоятелно Шесто управление „за борба с идеологическата диверсия, контрареволюционните, националистически и други противодържавни прояви в страната“. Негова основна задача е контролът на потенциално критичните към режима групи, някои от които с относително голямо влияние върху общественото мнение – интелигенцията, младежта, религиозните и етническите малцинства.
До 1979 г., когато е обособена в самостоятелно Седмо управление – Централно информационно-аналитично организационно управление, Централната информационно-аналитична служба е част от Шесто управление.
Към 1980 година Шесто управление има следните отдели:
- Първи отдел – художествено-творческата и научната интелигенция и средствата за масова информация
- Втори отдел – младежта, спортните организации и студентите
- Трети отдел – духовенството, евреите, арменците, белоемигрантите, паметниците на културата
- Четвърти отдел – про-турски и про-югославски национализъм, турската интелигенция и студенти
- Пети отдел – „Контрареволюционни остатъци“, като земеделци и социалдемократи, контрол на затворите
- Шести отдел – „Антидържавни прояви“;[10] отделът заема особено положение, тъй като е насочен към контрол на Българската комунистическа партия и държавната администрация, включително милицията и самата Държавна сигурност[11]
- Седми отдел – тероризъм, бягства от страната, анонимна дейност, издирване на лица
- Осми отдел – информационен анализ

Тази структура се запазва в общи линии през 80-те години, като основната промяна е обособяването на Девети отдел за средствата за масова информация, а през 1986 година и Направление „Т“ за борба с тероризма. От средата на 80-те години основна задача на Шесто управление е провеждането на т. нар. „Възродителен процес“.
На среща на ръководството на МВР на 25 ноември 1989 година новоизбраният държавен глава Петър Младенов, позовавайки се на силните обществени настроения срещу Шесто управление, дава указания то да бъде закрито от Колегиума на МВР. Младенов, отбелязвайки близките си лични отношения с началника на управлението Антон Мусаков, смята, че в кратък срок то може да бъде заменено с нова структура - „служба за защита на конституцията“ - със същия персонал. Процедурата е финализирана на 5 януари 1990 година, когато управлението е закрито, а служителите му са прехвърлени във Второ главно управление.
По-късно структурите на бившето Шесто управление стават основа на Главна дирекция за борба с организираната престъпност.

## Ръководители
Отделение А
- Георги Ганев (септември 1944 – 19 април 1947)

Първи отдел
- Георги Ганев (19 април 1947 – 1949)
- Иван Бънзаров (1949 – август 1950)
- Богдан Думков (август 1950 – 19 април 1952)

Трето управление
- Богдан Думков (19 април 1952 – 1959)
- Георги Кръстев (1959 – октомври 1961)

Шесто управление
- Борис Манов (1967 – 1968)
- Петър Стоянов (1968 – 1985)
- Антон Мусаков (1985 – 1989)